# قلعة نمرة
قرية قلعة نمرة هي قرية سورية تقع بين قلعة الحصن و قلعة صافيتا على الطريق المار من مرمريتا مسافة 7 كم عنها  عبر حب نمرة إلى مشتى الحلو مرورا بقرية بعيت التي تبعد عنها  2 كم تقريبا.

## زراعة
يعتبر الزيتون من أهم محاصيلها الزراعية كما انتشرت فيها زراعة الحمضيات والرمان والكرمة.وتحتوي على العديد من منشئات الدواجن والماشية من الأبقار.
كما ترتفع عن سطح البحر 450 متر تقريبا.